# The Judas Kiss
Singles de Metallica
Cyanide
(2008)
The Judas Kiss est un single de Metallica, sorti le 9 septembre 2008, extrait de l'album Death Magnetic.

## Liste des morceaux
1. The Judas Kiss (8:01)

## Composition du groupe
- James Hetfield – chant, guitare rythmique
- Kirk Hammett – guitare solo
- Robert Trujillo – basse
- Lars Ulrich – batterie, percussions
- Rick Rubin – Producteur
- Ted Jensen – Enregistrement
- Greg Fidelman – Mixage